# ناتالیا اوریرو
ناتالیا ماریسا اوریرو ایگلسیاس (به اسپانیایی: Natalia Marisa Oreiro Iglesias; تلفظ اسپانیایی: [naˈtalja oˈɾejɾo]; زادهٔ ۱۹ مه ۱۹۷۷) بازیگر برندهٔ جایزه گرمی لاتین و هنرمند اروگوئه‌ای-آرژانتینی در زمینه‌های خوانندگی، بازیگری و طراح مد است. اوریرو زندگی حرفه‌ای خود را با تله‌نوولا آغاز کرد. از سال ۲۰۰۸ او در فیلم‌های درجه اول منطقه نقش داشت. ناتالیا اوریرو در کارهای خیریه و آگاهی‌رسانی اجتماعی فعالیت دارد و با سازمان‌هایی مانند صلح سبز و یونیسف همکاری می‌کند. یونیسف او را به عنوان یکی از سفیران خود در آرژانتین و اروگوئه در سپتامبر ۲۰۱۱ معرفی نمود.

## فعالیت انساندوستانه
ناتالیا اوریرو، پیامی ویدیویی ضبط کرد که در آن از طرفداران آرژانتینی خود خواست تا در جمع‌آوری کمک‌های مالی که در چارچوب تله تون سالانه بنیاد ارامنه سراسری ارمنستان برگزار می‌شود، شرکت کنند. اوریرو گفت: «شعبه آرژانتین “یونیسف» نیز از طریق صندوق ارامنه «هایاستان» کمک مالی خواهد کرد. بودجه جمع‌آوری شده برای بازسازی مهدکودک در روستای وریشن در سیونیک استفاده خواهد شد.

## دیسکوگرافی
- ناتالیا اوریرو (۱۹۹۸)
- تو وننو (۲۰۰۰)
- تورملینا (۲۰۰۲)

## کار حرفه‌ای

### تلویزیون
| سال       | عنوان                  | نقش                                                             | کانال                        | یادداشت |
| --------- | ---------------------- | --------------------------------------------------------------- | ---------------------------- | --- |
| ۱۹۹۴      | Inconquistable corazón | ویکتوریا                                                        | کانال ۹                      | |
| ۱۹۹۵      | دولک آنا               | وامپس ایتورب منتلبن                                             | کانال ۹                      | |
| ۱۹۹۶      | مدل‌های ۹۰-۶۰-۹۰        | لوسیا پرالتا                                                    | کانال ۹                      | |
| ۱۹۹۷      | Ricos y famosos        | والریا گارسیا مندز د سالرنو                                     | کانال ۹                      | |
| ۱۹۹۸–۱۹۹۹ | Muñeca brava           | Milagros 'Mili' Esposito-Di Carlo de Miranda (Cholito/Carlitos) | ته‌له‌فه                       | - نامزد – مارتین فیررو – بهترین بازیگر نقش مکمل زن - برنده – ویوا ۲۰۰۰ اسرائیل – بهترین بازیگر نقش مکمل زن - برنده – اتو طلا (جمهوری چک) – بهترین بازیگر نقش مکمل زن - برنده – اتو (لهستان) – بهترین بازیگر نقش مکمل زن - برنده – داستان جوایز (مجارستان) – بهترین ستاره فیلم خارجی - برنده – E! Entertainment television – مشهور سال |
| ۲۰۰۲      | کاچوررا                | آنتونیا گرررو (Kachorra) نام مستعار روساریو آچاوال              | ته‌له‌فه                       | - نامزد – مارتین فیررو – بهترین بازیگر کمدی تلویزیون |
| ۲۰۰۴      | El Deseo               | کارمن                                                           | ته‌له‌فه                       | |
| ۲۰۰۵      | Botines                | رنه                                                             | کانال ۱۳                     | تنها در قسمت "Bailarina en rosa y verde" |
| ۲۰۰۶      | Sos mi vida            | Esperanza "La Monita" Muñoz                                     | کانال ۱۳                     | - برنده – مارتین فیررو – بهترین بازیگر کمدی |
| ۲۰۰۷      | Patito feo             | پاتریشیا گونزالس،                                               | کانال ۱۳                     | ظاهراً مهمان |
| ۲۰۰۸      | آماندا O               | آماندا O                                                        | در اینترنت و تلویزیون آمریکا | - مارتین فیررو – بازیگر پیشرو در یک برنامه کمدی |
| ۲۰۰۸      | رسورسو نشنال           | کانال ۷                                                         | میزبان                       | |
| ۲۰۱۰      | Se dice de mi          | Canal Encuentro                                                 | میزبان                       | |
| ۲۰۱۱      | Cuando me sonreís      | لئونورا بیامی                                                   | ته‌له‌فه                       | ظاهراً مهمان |
| ۲۰۱۲–۲۰۱۳ | لینچ                   | ایزابل ریس نام مستعار ماریانا                                   | مووی‌سیتی                     | |
| ۲۰۱۳      | Solamente Vos          | شفق قطبی آندرس                                                  | کانال ۱۳                     | - برنده – جایزه بهترین بازیگر کمدی تاتو - برنده – جایزه بهترین بازیگر نقش مکمل زن از فیلم‌های کمدی مارتین فیررو |

### فیلم‌شناسی
| سال  | فیلم                   | نقش                              | یادداشت |
| ---- | ---------------------- | -------------------------------- | --- |
| ۱۹۹۸ | یک آرژانتین در نیویورک | وِرو                              | |
| ۲۰۰۳ | کلئوپاترا              | ساندرا / میلاگروس                | |
| ۲۰۰۴ | جنگ ورزشگاه‌ها          | بازیگر تله‌نوولا                  | فیلم کوتاه |

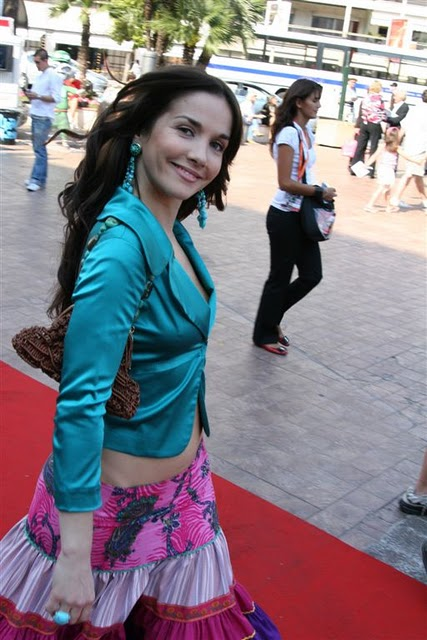
ناتالیا اوریرو در جشنواره کن در سال ۲۰۰۷.

| ۲۰۰۵ | زندگی احتمالی          | مارسیا میکونی                    | - نامزد – کندر نقره‌ای – بهترین بازیگر نقش مکمل زن |
| ۲۰۰۶ | لا پلی                 | لولا مونترو                      | - برنده – جشنواره سینمایی تاندیل آرژانتین – بهترین بازیگر نقش مکمل زن |
| ۲۰۰۸ | موزیک در اسپرا         | پائولا اوترو                     | - برنده – توتا تومپا (بولیوی) – جایزه برای نقش خود را در موزیک در اسپرا - نامزد جنوبی – جوایز – بهترین بازیگر نقش مکمل زن - نامزد – کندر نقره‌ای – بهترین بازیگر نقش مکمل زن |
| ۲۰۱۰ | امپراتوری فرانک        | کریستینا                         | |
| ۲۰۱۰ | دست تاسوئارمبو         | ناتالیا "کریستال" / ساندیدا لوپز | - نامزد – انجمن منتقدین فیلم اروگوئه – بهترین بازیگر نقش مکمل زن - برنده – IRIS (اروگوئه) – بهترین بازیگر نقش مکمل زن                                                       |
| ۲۰۱۱ | من اول عروسی           | لئونورا بیامی                    | |
| ۲۰۱۲ | دوران کودکی            | کریستینا                         | - برنده – جایزه آکادمی هنر و علوم سینمایی آرژانتین – بهترین بازیگر نقش مکمل زن                                                                                              |
| ۲۰۱۳ | دکتر آلمانی            | اوا                              | - برنده – جشنواره بین‌المللی فیلم سینمایی اونسار بهترین بازیگر نقش مکمل زن                                                                                                   |
| ۲۰۱۶ | من گیلدا هستم          | گیلدا                            | |
| ۲۰۱۷ | نهان                   | دکتر ارتگا                       | |

## جوایز
- ۲۰۱۵ جایزه مارتین فیررو: بهترین بازیگر نقش مکمل زن (برای Entre caníbales)
- ۲۰۱۴ انجمن منتقدان فیلم آرژانتین به عنوان بهترین بازیگر نقش مکمل زن برای "Wakolda"
- ۲۰۱۳ جایزه فرهنگستان علوم و هنرهای سینمایی آرژانتین به عنوان بهترین بازیگر نقش مکمل زن برای "Wakolda"
- ۲۰۱۳ جایزه مارتین فیررو: بهترین بازیگر کمدی (برای Solamente Vos)[۹]
- ۲۰۱۳ جایزه تاتو به عنوان بهترین بازیگر کمدی برای Solamente vos
- ۲۰۱۳ انجمن منتقدان فیلم آرژانتین به عنوان بهترین بازیگر نقش مکمل زن برای "Infancia clandestina"
- ۲۰۱۲ جایزه فرهنگستان علوم و هنرهای سینمایی آرژانتین به عنوان بهترین بازیگر نقش مکمل زن برای "Infancia clandestina"
- ۲۰۰۶ جایزه مارتین فیررو به عنوان بهترین بازیگر برنامه کمدی/هوموریستیک برای "Sos mi vida"
- 2000 VIVA (کانال تله‌نوولا اسرائیل) "VIVA 2000" جایزه بهترین بازیگر نقش مکمل زن و بهترین تم آهنگ در Muñeca Brava